# Niccolò Pisilli
Niccolò Pisilli (ur. 23 września 2004 w Rzymie) – włoski piłkarz, występujący na pozycji pomocnika we włoskim klubie AS Roma oraz w reprezentacji Włoch.

## Sukcesy

### Reprezentacja
- Mistrzostwo Europy U-19: 2023
- Wicemistrzostwo Świata U-20: 2023